# ロデ
ロデ（イタリア語: Lodè）は、イタリア共和国サルデーニャ自治州ヌーオロ県にある、人口約1,600人の基礎自治体（コムーネ）。

## 地理

### 位置・広がり

#### 隣接コムーネ
隣接するコムーネは以下の通り。括弧内のSSはサッサリ県所属を示す。
- ビッティ
- ルーラ
- オナニ
- パドル (SS)
- シニスコーラ
- トルペ